# 渡辺千代三郎
渡辺 千代三郎（渡邊、わたなべ ちよさぶろう、1865年9月20日（慶応元年8月1日）- 1936年（昭和11年）4月5日）は、明治から昭和前期の実業家、政治家。西成鉄道社長、大阪瓦斯社長、南海鉄道社長、貴族院勅選議員。

## 経歴
現在の岐阜県で渡辺新次郎の二男として生まれる。幼少より学問を好み、1889年（明治22年）7月、帝国大学法科大学法津学科を卒業した。卒業後、代言人（弁護士）の登録をしたが、1891年（明治24年）日本銀行に入行した。北海道支店長に昇進したが、その後辞職し、帝国商業銀行副支配人となる。
その後、大阪に移り北浜銀行頭取岩下清周の招きで同行副支配人となり、さらに支配人に就任した。西成鉄道社長、大阪瓦斯社長、南海鉄道社長、大阪株式取引所理事、帝国瓦斯協会（現日本ガス協会）会長なども務めた。
1927年（昭和2年）4月18日、貴族院勅選議員に任じられ、同成会に属して死去するまで在任した。この間、川崎造船所の経営危機、近江銀行整理の対応に尽力。1931年（昭和6年）1月、商工大臣官邸で脳溢血を発症し、以後、療養を続けたが、1936年4月、熱海温泉桃山和光園の別荘で死去した。

## 著作
- 志立鉄次郎との共著『非金貨論』桂虎次郎、1897年。
- 『欧米取引所』渡辺千代三郎、1902年。
- 『金谷詩稿』高梨光司、1939年。